# Andrzej Konic
Andrzej Dominik Konic (ur. 24 lipca 1926 w Warszawie, zm. 25 października 2010 tamże) – polski reżyser teatralny, telewizyjny i filmowy, aktor i scenarzysta.

## Życiorys
Maturę zdawał na tajnych kompletach podczas okupacji. Był żołnierzem Narodowych Sił Zbrojnych (NSZ) ps. „Nałęcz”, w Samodzielnym Batalionie im. Brygadiera Mączyńskiego, kompania „Leśna” im. „Szarego”. Podczas Powstania Warszawskiego walczył w szeregach tego batalionu z okupantem w Lasach Chojnowskich. Po wojnie wyjechał do Gdańska, a potem do Krakowa. Jego ojciec był internowany na Węgrzech. Konic po dwóch miesiącach wrócił do Warszawy. W 1948 ukończył SGH. Studiował także prawo, ale nie ukończył tego kierunku.
Kiedy skończył studia, zaczął pracować w prywatnej firmie handlu zagranicznego. Następnie pracował w Centrali Handlu Zagranicznego Ciech. Po przeszło roku trafił do radia, gdzie wygrał konkurs na lektora i pracował tam przez kilka lat. Dostał propozycję przejścia do Teatru Młodej Warszawy i zgodził się na przejście. W tym teatrze zadebiutował jako aktor w spektaklu Poemat pedagogiczny. W 1952 zdał za drugim razem egzamin eksternistyczny aktorski. Następnie występował w teatrach: Teatr Ziemi Mazowieckiej i Teatr Narodowy. Pracował jako asystent reżysera, a potem jako reżyser etatowy w telewizji.

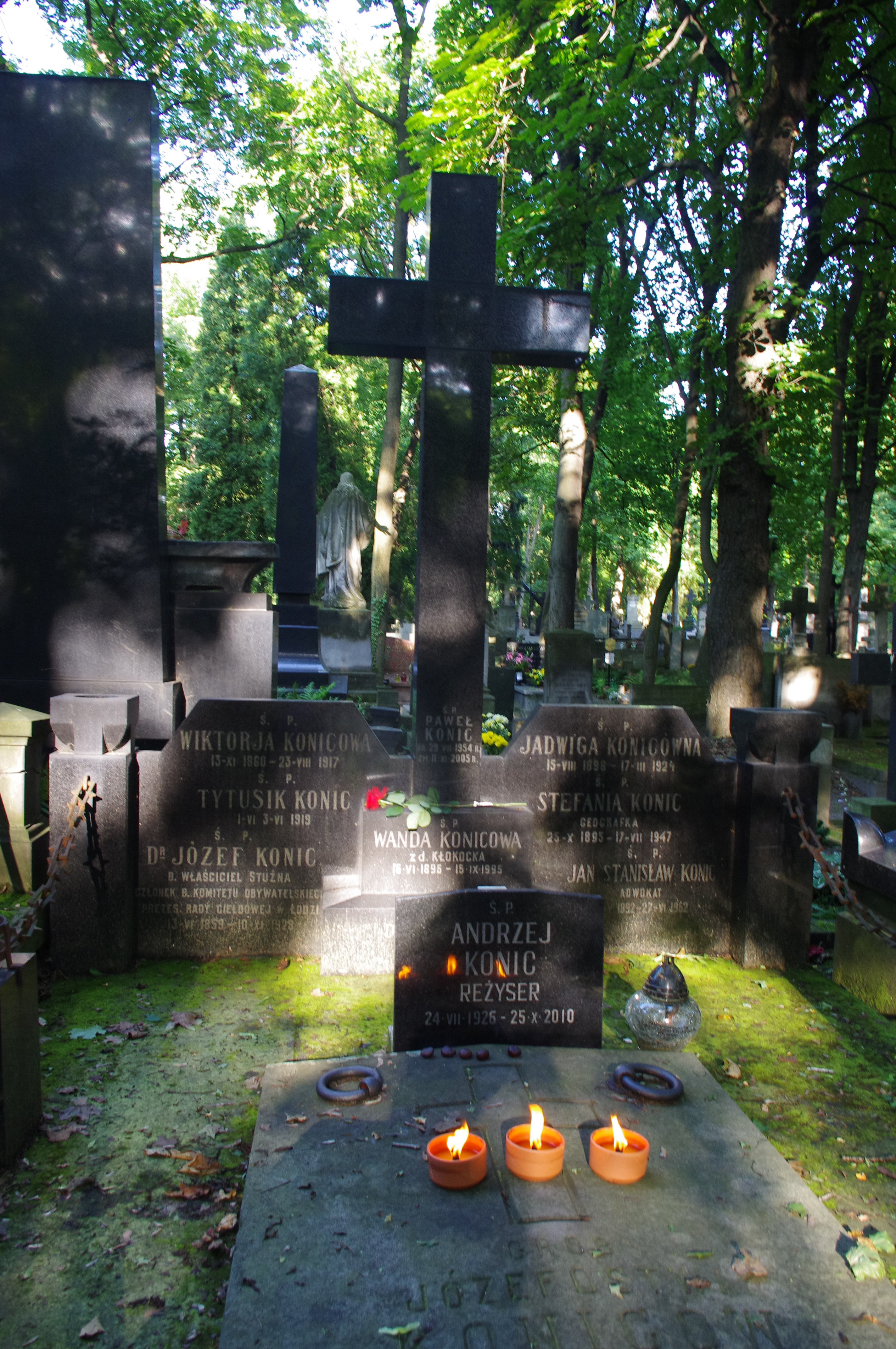
Grób reżysera Andrzeja Konica na Starych Powązkach w Warszawie

W 1963 zdał egzamin eksternistyczny reżyserski. Angaż w TVP zawdzięcza Janinie Planer, redaktorce programów młodzieżowych i dziecięcych. Realizował programy literackie i widowiska Teatru Telewizji. Pierwszy program w TV wyreżyserował dla dzieci, w którym wystąpił Piotr Fronczewski. Wyreżyserował swoją adaptację Ania z Zielonego Wzgórza, która funkcjonuje do dziś; miała 132 premiery i dziesiątki przedstawień. Był prowadzącym Młodzieżowego Studia Poetyckiego. Pod jego okiem debiutowali: Daniel Olbrychski, Magdalena Zawadzka, Marek Perepeczko, Irena Karel, Witold Dębicki i wiele innych osób. Realizował familijny program na żywo Szklana niedziela. W kolejnych latach pracował w telewizyjnym Teatrze Sensacji „Kobra”. Reżyserował mnóstwo spektakli. Wystąpił w filmach: Krzyżacy i Wojna domowa. W Teatrze TV zrealizował dwanaście z czternastu odcinków Stawki większej niż życie. Następnie wyreżyserował dziewięć z osiemnastu odcinków wersji telewizyjnej serialu Stawka większa niż życie (pozostałe dziewięć odcinków TV wyreżyserował Janusz Morgenstern). Przygody kapitana Klossa emitowano w TVP od stycznia 1965 do lutego 1967.
Napisał scenariusz na podstawie noweli Bolesława Prusa Przygoda Stasia i wraz z Anną Seniuk i Markiem Perepeczko zrobił film dla Redakcji Młodzieżowej. Na podstawie scenariusza Tomasza Domaniewskiego wraz z Krystyną Sienkiewicz i Jackiem Fedorowiczem nakręcił Motodramę. Potem zaczął kręcić zdjęcia do pierwszego polskiego serialu typu płaszcza i szpady pt. Czarne chmury z Anną Seniuk, Elżbietą Starostecką, Leonardem Pietraszakiem i Ryszardem Pietruskim. W NRD zrealizował widowisko teatralne Tam i gdzie indziej według powieści Stanisławy Fleszarowej-Muskat.
Później nakręcił kilka odcinków w cyklu filmowym Najważniejszy dzień w życiu. Potem otrzymał nagrody za Grę i Uszczelkę. Następnie powstała opowieść wojenna W te dni przedwiosenne. Zrealizował kolejny serial Życie na gorąco. W latach 80. wyjechał do NRD, gdzie reżyserował serial nt. wojny trzydziestoletniej. Wrócił do Polski, wyjechał do Lublina i tam w teatrze przygotował widowisko na podstawie baśni Andersena Zaczarowane pantofelki. Następnie wyjechał do Radomia, gdzie reżyserował w teatrze. Wrócił do pracy w TVP, gdzie rozpoczął prace nad cyklem pięciu filmów pt. 44; wystąpili m.in. Barbara Brylska, Edward Linde-Lubaszenko, Tadeusz Borowski i Jerzy Bińczycki. Od 1983 pracował wraz z Juliuszem Janczurem nad scenariuszem Pogranicza w ogniu.
W 2001 został odznaczony Krzyżem Komandorskim Orderu Odrodzenia Polski za wybitne zasługi dla kultury polskiej i jej promocji w świecie.
Był ojcem krytyka teatralnego i dyrektora Teatru Telewizji Pawła Konica. Andrzej Konic zmarł 25 października 2010 w Warszawie. Został pochowany 29 października 2010 na cmentarzu Powązkowskim w Warszawie (kwatera 72-4-3/4).

## Filmografia

### Reżyser
- Stawka większa niż życie (1967–1968) odc. 2, 4, 5, 11, 12, 14, 15, 17, 18
- Przygoda Stasia (1970)
- Motodrama (1971)
- Czarne chmury (1973)
- Najważniejszy dzień życia (1974)
- W te dni przedwiosenne (1975)
- Życie na gorąco (1978)
- Mściciele, obrońcy i rapiery (Rächer, Retter und Rapiere, 1982)
- Szczęśliwy brzeg (1983)
- 1944 (1984)
- Na wolność (1985)
- Pogranicze w ogniu (1988–1991)

### Scenarzysta
- Przygoda Stasia (1970)
- Szczęśliwy brzeg (1983)
- Pogranicze w ogniu (1988–1991)

### Aktor
- Krzyżacy (1960) jako Skirwoiłło
- Yokmok (1963) jako szef UM
- Wojna domowa (1965) jako reżyser w tv
- Stawka większa niż życie (1968) jako SA-Mann Georg, łącznik Klossa w Gdańsku w odc. 2 „Hotel Excelsior”
- Pogranicze w ogniu (1988–1991) jako kioskarz Mayer
- V.I.P. (1991) jako senator, znajomy pana Jerzego
- Szwadron (1992) jako generał
- Wielka wsypa (1992) jako „Profesor”, sprzedawca krugerów